# 헌철황귀비
헌철황귀비 (獻哲皇貴妃, 1856년 7월 2일 ~ 1932년 2월 5일) 의배계 혁사리씨는, 만주 정람기 기인이고, 광동 뇌주부 지부 숭령의 딸이자, 도광 임진사, 옛 산시감 총독, 이리 장군 서흥아의 손녀이자, 항저우 장군 성명의 증손녀이자, 동치제의 황귀비이다. 스스로를 라몽산인(懒梦山人)이라 불렀다.

## 어린 시절
함풍 6년 6월 1일에 태어났다. 태어난 집안은 안정문판창 골목에 공충친왕 혁흔의 서출 둘째 아들 패륵 재형의 부인이 있었다. 가문은 청나라 초기에 서안에 주방팔기로 파견되어, 그녀의 조부 서흥아가 도광제 시기에 중문 진사를 치를 때까지, 경성으로 옮겨져 경기가 되었고, 나중에는 이리장군, 산감총독까지 지냈다. 그의 가족은 갓 세가로 발돋움한 신흥귀족집안 이지만, 고등 종실과의 결혼이 빈번했다.
동치 12년 2월 3일, 외팔기 수녀선발에서 유빈으로 봉해지고, 재주가 있어 서태후에게 사랑을 받았다. 내무부 기록에 따르면 "유(瑜)"자의 만문은 "맑은 것" 또는 "빛나는 것"이라는 뜻이다. 9월 13일 묘각에 유빈은 신무문을 통해 궁으로 들어가고, 경인궁에 머물렀다. 같은 해 10월 19일 유빈과 순빈이 책보를 받을 때, 각각 종수궁과 장춘궁에 가서 동태후, 서태후에게 절을 올렸다. 이어 양심전에 가서 동치제에게 절을 하고, 저수궁과 영화궁에 가서, 황후 아로특씨와 혜비 부찰씨에게도 절을 했다. 동치 13년 11월 15일, 그녀는 병이 위중한 동치제를 대신해서 복을 빌기 위해 유비로 진봉되었다.
광서 13년 7월 17일, 경사방은 지수두소 유비 밑에 있던 관여자 양황기 원수라시태의 딸이 병으로 스스로 목숨을 끊고, 매일의 식구를 나누었다.
광서 20년 1월 1일, 자희황태후는 환갑을 맞아 내정비빈이 평소 자신을 매우 근신하게 모신다는 이유로, 내각에 유비를 유귀비로 봉하도록 지시하였다. 광서 21년 5월 6일, 유귀비는 수서궁에서 책봉례를 올렸다.

## 8개국 연합군 전투
광서 26년 7월 20일, 8개국 연합군이 베이징에 쳐들어왔다. 7월 21일, 자희황태후는 광서제 · 황후 · 근비를 대동하였다. 이때 수강궁 1구역에는 함풍제의 기귀비 동가씨, 길비 왕씨, 그리고 동치제의 돈의영경황귀비 부찰씨, 유귀비 혁사리씨, 순귀비 아로특씨, 진비 서림각라씨가 함께 살았다. 자희황태후는 도망가는데 그녀들을 데려가지 않았다. 이에 유귀비는 성정이 나약한 돈의영경황귀비를 대신해 궁중사무를 총괄하고 궁중 인심을 안정시키려고 노력하며 재경 대신과 대책을 협의한다. 연합군 통수권자는 유귀비를 만나 경례를 한 적이 있다. 내무부 대신 세속 및 평문렴이 입궁하여 보살피고 당시의 내정 용도에 대해 총괄상감에게 물어보니, 수강궁 1구역에 거주하는 돈의영경황귀비 등 주위에서 일상적으로 필요한 음식물 등은 본인이 분례은으로 태감을 양차출궁하여 구입하였다. 그 후, 광서제는 돈의영경황귀비 등 위 연례를 모두 절반으로 줄 것을 명했고, 궁녀의 예은은 그대로 지급했다.

## 후기 생애
광서 34년 10월 25일, 새로 등극한 선통제는 그녀를 유황귀비로 진봉했다. 서기 1913년 3월 12일 (음력 2월 5일), 청 손제 푸이는 그녀를 경의황귀비(敬懿皇貴妃)로 진봉하였다.
융유태후가 승하하자, 유황귀비는 어린 푸이를 양자로 받아들여, 황태후의 이름을 도모했다. 동치제의 4명의 미망인 중, 서태후의 사랑을 받던 숙신황귀비는 광서 30년에 사망하였고, 생존해 있던 유황귀비, 순황귀비, 진황귀비의 3명의 비 중, 성격이 강한 유황귀비가 최연장자였기 때문에, 세 사람 중 유황귀비가 주도하였고, 게다가 융유태후 사후에는 유황귀비가 어린 푸이를 양육하도록 하여, 유황귀비가 주도하게 되었다.
민국 11년 (서기 1922년), 푸이가 대혼례를 올리자, 경의황귀태비라고 불렸다. 서기 1924년 11월 21일, 푸이가 황궁에서 쫓겨나자, 유황귀비와 진황귀비도 함께 쫓겨났다.
서기 1932년 2월 5일 (음력 신미년 섣달 그믐), 경의황귀비가 옛 영수고륜공주부에서 77세의 나이로 병사하자, 그 해 2월 23일, 봉이례를 올렸다. 전례없이 성대하고, 베이징 사람들 앞에 모습을 드러낸 마지막 황가장례식이어서, 베이핑 거리에는 수많은 인파가 몰려들었다. 한때 차가 막히자, 노점상들은 일률적으로 휴업했다. 경찰서, 보안대, 헌병, 위수부대까지 질서 유지에 나섰다. 장례까 끝난 후, 관곽에는 베를린사가 잠시 보존하였다. 만주국 조정에서 시호를 헌철황귀비로 올렸다.
서기 1935년 3월 14일 인시에 경의황귀비와 돈혜황귀비의 관곽이 하북준화의 쌍산욕혜릉비원침에 묻혔다.

## 일화
《清稗類鈔》에 따르면, 한번은 후궁들이 서태후의 능을 참배하러 갔을 때, 예의를 마친 유귀비가 끝까지 환궁하지 않고, 서태후의 뒤를 따라 지하로 내려가겠다고 했다. 섭정왕 재풍은 직접 마중을 나갔고, 유귀비는 "황상(푸이)과 덕종(광서제)의 통치를 받들었고, 목종(동치제)의 비였던 내가 어찌하여 성모라고 칭할 수 있었으며, 나는 융유의 아래에 있는가"라고 말했고, 두 사람은 팽팽히 맞서며 순비와 진비도 옆에 붙어 있었다. 섭정왕 재풍은 마침내 경왕과 협의하여 유귀비를 황귀비로 봉하기로 결정하였다. 또한 융유태후를 대할 때는 노비라 칭할 필요가 없으며, 유비, 순비, 진비 등 세 사람의 월례 은자를 추가했다. 푸제 선생 등 옛 궁정 사람들의 회고에 따르면 헌철황귀비는 상당한 지식과 규율과 예법을 중시했고, 어떤 면에서는 고(故) 효흠현황후를 닮았다고 생각한다.

## 헌철황귀비가 나온 영상매체
| 년도 | 제목     | 배우   | 극중 이름 |
| ---- | -------- | ------ | --------- |
|      | 말대어의 | 번혁민 | 유귀비    |
|      | 덕령공주 | 형군   | 유비      |

## 같이 보기
- 입팔분공